# Земельний відвід
Земе́льний відві́д — ділянка земної поверхні, надана у встановленому порядку підприємствам і організаціям під будівництво (реконструкцію) промислових і цивільних об'єктів, споруд.
У гірничій промисловості затвердження земельного відводу виробляється Радами депутатів у встановленому порядку, після оформлення гірничого відводу.